# Битка при Легница
Битката при Легница  (на полски: bitwa pod Legnicą; на немски: Schlacht von Liegnitz или също на немски: Schlacht von Wahlstatt) е историческо сражение между силите на Монголската империя и християнска коалиция в Кралство Полша на 9 април 1241, състояло се близо до днешна Легница, Силезия.
Основен исторически източник за битката са „Аналите на Ян Длугош“, въпреки че са написани през XV век, а не когато тя се е случила.
Обединените сили на поляците, чехите и германците, под командването на полския княз Хенрик II Благочестиви от Силезия, подкрепян от феодалната аристокрация и рицари от военни ордени, изпратени от папата, предприемат опит да спрат монголската инвазия в Европа. В битка те влизат два дни преди монголската победа над унгарците в много по-голямата битката на река Шайо.

## Исторически спор
Както и при много други исторически битки, точните детайли относно силите, състава, тактиката и действителното време на битката липсват или са противоречиви. Общото историческо мнение е, че това е тежко поражение за европейски войски, като те понасят тежки загуби. Знае се, че монголите не са имали намерение в същия момент да удължават на кампанията си на запад, защото те вече са изпълнили основната си цел в кралство Унгария – да помогнат на главната Монголска армия да покори страната. Един от монголските вождове, Кадан, често се бърка от средновековните летописци с внука на Огедей – Кайда. Това погрешно го посочва като един от водачите на монголски войски при Легница.

## Фон
Монголите вече са поставили куманите под своя власт, но те бягат на запад и искат убежище в Кралство Унгария. След като крал Бела IV отхвърля ултиматумът на Бату хан да предаде в плен куманите, Субетей започва да планира монголски инвазия в Европа. Бату и Субетей трябва да водят двете армии, за да атакуват Унгария, а трета атака да проведе Ордата на Байдар и Кадан в Полша като отвличане на вниманието на северните европейски сили, които иначе могат да предложат на Унгария помощ.
Ордата опустошава Северна Полша до югозападната граница на Литва. Байдар и Кадан нахлуват в южната част на Полша: първо, те разграбват Сандомир; след това те побеждават полската армия в две последователи битки. На 24 март монголите завземат и изгарят Краков, а няколко дни по-късно безуспешно се опитват да завладеят столицата на Силезия Вроцлав. Байдар и Кадан получават съобщение, че крал Вацлав I от Бохемия е на два дни път с по-голяма войска в опит да обедини сили с Хенрик Благочестиви. Монголите трябва да действат преди европейските армии да успеят да се обединят.

## Състав

### Монголите
В опит за отвличане на вниманието отряд от не повече от две тюмена от армията на Субетей, демонстрира предимствата на тактическа мобилност и скорост на конните стрелци. Монголска тактика включва поредица от престорени атаки и бързи изтегляния от на разпръснати групи по широкия фронт, които са предназначени да причиняват постоянен тормоз на вражеските формиране и привличане на част от тях далеч от основното тяло в засада или флангови удари. Това са стандартните Монголски тактики, използвани от почти всички техни големи битки; те са възможни благодарение на непрекъснатото обучение и отлични комуникация по време на битка, използвайки система от знамена. Монголският пълководец намира най-високото място в бойното поле и го заема и го използва, за да наблюдава хода на битката и да контролира по-малките командири и нояни. Монголската система е коренно различна от европейската система, в която рицарите напредват сами и почти не се налага връзка с помощни сили.
Броят на участниците е трудно да се прецени днес. Европейските доклади от битката се различават, като някои от тях съобщават за повече от 100 000 монголи под Легница. Става дума за груба переоценка, като се има предвид, че това количество не е цялата монголска сила, нахлула в Централна Европа, а също така не се вземат предвид контингентите на поканените и васализирани от монголите страни от Западна Евразия. Текущите оценки показват, че монголската сила наброява не по-малко от 25 000 кавалерия. В Историята на татарите францисканският монах да Бридия предполага монголска сила от 10 000 войни, които били намалени до около 8000 от загуби в началото на кампанията в Полша.
Монголски източници заявят, че полската инвазия се провежда от два тюмена (20 000 души) и е част от генералния план Субедей да унищожи европейските армии, една по една, като не им позволява да се обединят.

### Полски държави и съюзници
Хенриковите сили от около 25000 войници, сред които голям брой необучени и лошо екипирани, понякога без друго оръжие, различен от оръдието на техния занаят. По-слабо подготвени са и силите в помощната армия от Ополе на княз Мешко II; Моравците пристигат начело с Болеслав, син на маркграфа на Моравия Диполт III; войници-срочник има в армията на Великополша; пристигат и доброволци от Бавария, главно миньори от Злотория. Единствените по-добре обучени войски са събраните от Силезките Пястови херцогства, някои наемници, и много малки контингенти на френските Тамплиери и други чуждестранни доброволци. Историкът Марек Цетвински оценява съюзническата армия на едва 2000 души, докато Герхард Лабуда ги изчислява на 7000–8000 християни.
Контингент от Тевтонски орден е неопределен брой и традиционно се смята, че са се присъединили към съюзната армия. Въпреки това анализ на текст на Ян Длугош от XV век сочи, че германските кръстоносци може би са били добавени към текста от летописеца след като е завършил работата си. Легендата за това, че пруският ландмайстер на Тевтонския орден Попо фон Остерна е убит по време на битка, е невярна, тъй като той е починал наистина в Легница, но години по-късно по време на посещението му в женски манастир. В Хоспиталиерите също така изглежда, че са добавени в по-късно към историята на битката; нито Ян Длугош, нито писмото до краля на Франция от Великия магистър на ордена на Тамплиерите д'Обон се споменава за тях. Питър Джаксън показва също, че единственият военен орден, който се сражава под Легница са тамплиерите, като приносът им е твърде малък, едва около 68-88 добре обучени и въоръжени войници. В писмото до краля на Франция се съобщава да погиването на 3-ма брат-рицаря, 2-ма сержанта и 500 'мъже' – в съответствие с тяхната употреба на термина, най-вероятно фермери, работещи в техните имоти и по този начин, нито по-добре въоръжени и обучени, отколкото останалата част от пехотата.

## Битка
Хенри разделя войските си на четири части: баварски миньори начело с Болеслав Моравски; набори от Великополша и Краков, командвани от Сулислав, палатин на Краков; ополска армия с Мешко; и, под личното командване на Хенрик – силезци, моравци, и тамплиери.
Силезката кавалерия започва битка с авангарда на Монголската армия (мангудай). След като силезците са били отблъснати, конницата на Великополска и Мазовше, водена от Сулислав, и конницата на Ополе след това нападат монголите. Монголският авангард отстъпва и това кара съюзническата кавалерия да я преследва, като по този начин се отделя от полската пехота. Въпреки че мангудай бяга, монголска лека конница атакува фланговете на полската кавалерия. Димна завеса се използва за да се скрият от християните действителните монголски маневри и да се деморализират европейците. Монголска лека конница атакува по фланговете, а тежка конница атакува фронтално и монголски стрелци обсипват със стрели полските войски. След като европейските рицари са отделени от корпуса на съюзническите войски, нашествениците са били в състояние разбият пехотата.
Европейската армия е напълно победена, а Хенрик II и Болеслав Моравски загиват на бойното поле. Загубите варират в различните изтоичници от 2000 до 40 000, но в действителност това е цялата армия това число, вероятно, са включени мирни жители от селата. Монголските загуба са неизвестни; тяхната стандартна бойна тактика им осигурява победа при минимални загуби. Все пак явно те нве са били достатъчно боеспособни за да се сблъскат и с Венцел Бохемски.
Монголите отсичат дясното ухо на всеки паднал европеец за да изброят мъртвите. Хенри е поразен и обезглавен при опит да избяга от бойното поле с трима телохранители и монголите излагат главата му на копие пред град Легница.

## Заключение
Венцел I научава за поражението и се оттегля за да събере подкрепления от Тюрингия и Саксония, но се среща с монголски авангард при Клодзко. Въпреки че силите му са много по-големи от тези на монголския отряд Венцел избягва сблъсък. Байдар и Кадан също избягват конфронтация с по-голяма армия и се захващат с грабежи на малки градове и села. В края на краищата, те се оттеглят от Чехия и Полша и се отправи на юг, за да се присъединят към Бату и Субедей, който е нанесъл тежко поражение на унгарците в битката при река Шайо.
Ново прониквания на Полша, посветени главно на грабеж, се провеждат в скедващите години. Начело с Бурундай монголите успешно громят Полша през 1259, а под ръководството на Ногай успешно и през 1286 г., но неуспешно през 1287 г. Въпреки че монголите многократно изразяват желанието да спечелят централна Европа до 1270 г., Полша и Унгария остават извън сферата на влияние на Златната Орда.
Битката при Легнице е отбелязана на гроба на Незнайния воин във Варшава с надпис "9 IV ЛЕГНИЦА 1241".